# Шипинава
Шипинава (Shipinahua, Xipináwa) — мёртвый язык, относящийся к паноанской ветви пано-таканской языковой семьи, который ранее был распространён в штатах Амазонас и Акри в Бразилии. Наряду с языками поянава, тушинава, шаранауа, яванава и яминауа образуется южно-центральная паноанская подгруппа яминауа-шаранауа.